# Nashville (film)
Nashville är en amerikansk långfilm från 1975 i regi av Robert Altman.

## Handling
Filmen utspelas i Nashville, som är centrum för den amerikanska countrymusikindustrin, och handlingen kretsar kring en rad musiker, politiker och diverse andra personer i staden.

## Om filmen
Ett flertal skådespelare framför egenkomponerade låtar i filmen. Keith Carradine belönades med en Oscar för bästa sång (I'm Easy). Ronee Blakley och Lily Tomlin nominerades i kategorin bästa kvinnliga biroll och Robert Altman nominerades för bästa regissör och bästa film.

## Rollista (urval)
- Ned Beatty - Delbert Reese
- Karen Black - Connie White
- Ronee Blakley - Barbara Jean
- Keith Carradine - Tom Frank
- Geraldine Chaplin - Opal
- Robert DoQui - Wade
- Shelley Duvall - Marthe
- Henry Gibson - Haven Hamilton
- Scott Glenn - Glenn Kelly
- Jeff Goldblum - Tricycle Man
- Barbara Harris - Albuquerque
- Michael Murphy - John Triplette
- Lily Tomlin - Linnea Reese
- Keenan Wynn - Mr. Green